# 요안 위사
요안 위사(프랑스어: Yoane Wissa, 1996년 9월 3일 ~ )는 프리미어리그의 브렌트퍼드에서 공격수 또는 윙어로 뛰고 있는 콩고 민주 공화국의 프로 축구 선수이다. 프랑스에서 태어난 그는 콩고 민주 공화국 국가대표팀에서 뛰고 있다.
샤토루 아카데미의 선수인 위사는 2015년에 클럽에서 시니어 경력을 시작했다. 앙제에서 잠시 활약한 후, 그는 2018년에 로리앙으로 이적했다. 위사는 리그 2 챔피언으로서 2019-20년 시즌을 마친 로리앙 팀의 일부였다. 리그 1에서 한 시즌을 보낸 후, 그는 2021년에 브렌트퍼드에 합류했다.

## 구단 경력

### 로리앙
2018년 1월, 위사는 리그 2의 클럽인 로리앙으로 이적하여 즉시 승격을 추구하는 클럽에 자리를 잡았다. 2019-20 시즌 말, 위사는 28경기에 출전하여 15골을 기록하여 리그 2 우승에 일조했다. 그는 2020-21년 시즌 동안 38경기에 출전하여 10골을 기록했지만, 로리앙은 간신히 강등 플레이오프 진출을 피했다. 위사는 2021년 8월에 클럽을 떠나 스타드 뒤 무스투아르에서 128경기에 출전하여 37골을 기록하며 3+1⁄2-년을 마쳤다.

### 브렌트퍼드
2021년 8월 10일, 위사는 새로 승격된 프리미어리그의 브렌트퍼드와 4년 계약을 맺었고, 비공개 이적료인 850만 파운드에 1년 더 계약을 맺었다. 이적은 2년 동안 진행되었고, 그는 이전 이적 기간 동안 커뮤니티 스타디움으로 이적할 기회를 거절했다. 눈 수술로 인해 프리 시즌 동안 클럽과 연계할 수 없었지만, 위사는 클럽에서 처음 6경기에 출전하여 5골을 기록했다. 2021년 9월 21일, EFL컵 3라운드 올덤 애슬레틱과의 경기에서 7-0으로 승리한 그의 두 번째 골인 바이시클 킥은 EFL컵 팀 오브 더 라운드와 토너먼트의 골로 선정되었다. 위사의 득점은 2021년 10월, 중순 발목 노크로 종료되었다. 그는 두 달 후 경기에 복귀했고, 시즌 마지막 9경기 동안 6번의 선발 출전을 포함하여 시즌이 끝날 때까지 주전과 교체 역할의 혼합으로 배치되었다. 위사는 2021-22년 시즌을 34경기에 출전하여 10골을 기록하며 마감했다.
위사는 2022-23년 시즌 동안 40경기에 출전하여 7골을 넣었고, 브렌트퍼드는 마지막 날에도 유럽 진출을 놓고 경합을 벌였다. 2023년 5월, 그는 새로운 3년 계약에 서명했고, 1년을 더 선택할 수 있다. 2023년 5월, 아이번 토니가 8개월간의 축구 관련 활동 금지 징계를 받은 후, 위사는 브렌트퍼드의 선발 센터 공격수로 2023-24년 시즌을 시작했다.

## 국가대표팀 경력
위사는 2020년 10월에 친선 경기를 위해 콩고 민주 공화국 국가대표팀에 처음으로 소집되었다. 그는 모로코와의 2022년 FIFA 월드컵 예선 경기에서 각각 두 번째와 세 번째 국가대표팀 경기에서 첫 두 골을 득점했다.
위사는 2023년 아프리카 네이션스컵 본선에 진출한 콩고 민주 공화국 국가대표팀의 일원이었으며, 토너먼트 결승전에 출전할 대표팀에 이름을 올렸다. 그는 팀이 남아프리카 공화국과의 플레이오프에서 승부차기 끝에 패해 3위로 올라서는 동안 매 경기 출전해 2골을 넣었다. 위사의 활약상은 토너먼트 팀에서 인정받았다.

## 플레이 스타일
위사는 윙어, 10번 및 공격수를 포함하여 "많은 다양한 포지션에 맞는" 선수로 묘사되어 왔다. 그는 "페이스와 파워"를 가지고 있고, "뒤에 있는 위협"이며, "선수들을 맡고 과부하를 만드는 좋은 능력"과 "좋은 압박 능력"을 가지고 있다.

## 사생활
콩고 민주 공화국계 프랑스에서 태어난 위사는 링갈라어를 구사할 수 있다. 그의 부모님은 1960년대 초 레오폴드빌에서 태어났다. 그는 2000년 12월 26일 부모님의 귀화라는 집단적 효력으로 프랑스 국적을 취득했다.
15세에 축구에 집중하기로 결정하기 전에 그는 럭비 유니언도 했다. 그는 2021년 7월에 산성 공격의 대상이 되었고 응급 눈 수술에서 완전히 회복했다.

## 수상
로리앙
- 리그 2 : 2019–20[3]

 개인
- 토너먼트 아프리카 네이션스컵 팀 : 2023[20]